# 德文璞
德文璞是加拿大安大略省多倫多市中心西北部的一個社區。它位於加拿大太平洋鐵路軌道及杜邦路（Dupont Avenue）以北，德文璞道（Davenport Road）及前易洛魁湖湖岸線的遺跡以南。它的東部邊界是巴佛士街，向西延伸到蘭士登路（Lansdowne Avenue）。它包含在更大的意大利大街-德文璞（Corso Italia-Davenport）市政社區內。

## 歷史

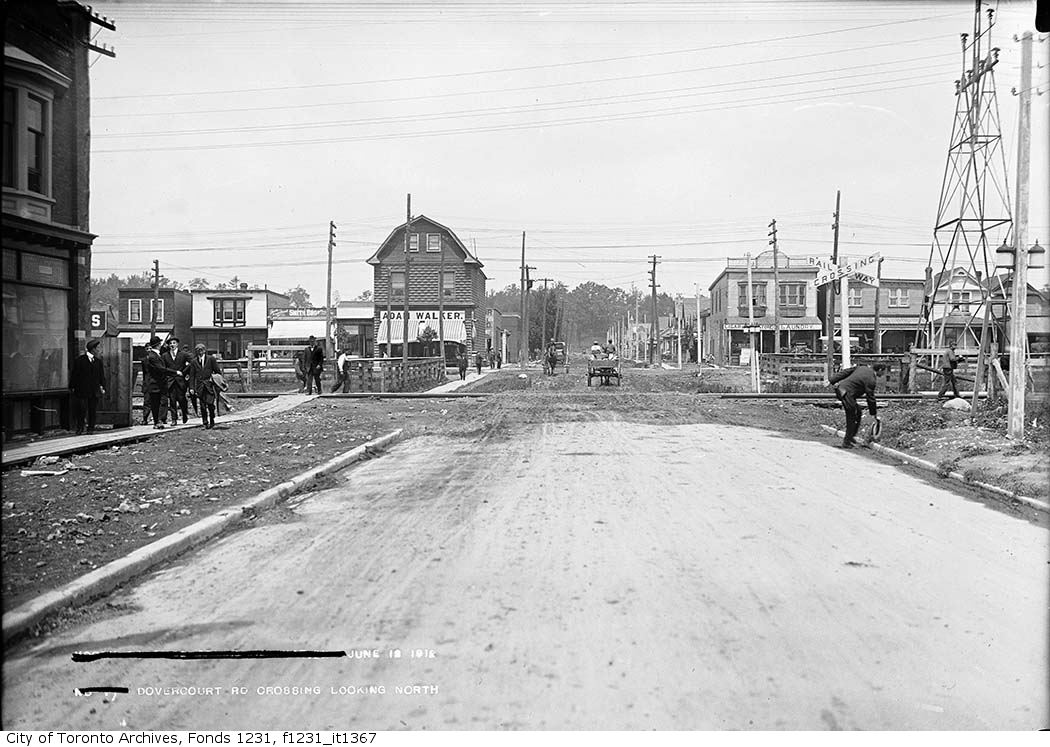
由基利路（Geary Avenue）以南的道化閣道（Dovercourt Road）望向德文璞（約1912年）。在這段時期，該地區主要由鐵路沿線的工廠組成。

德文璞道（Davenport Road）源於原住民在湖岸線的遺跡以南行駛了數百年的載貨小道。這也是早期歐洲定居者前往該地區的重要路線，今天的德文璞社區在19世紀初成為小農場的所在地。最早的定居者之一是莊·麥基爾少尉（Ensign John McGill），他於1797年建造了一座的房子並命名為「德文璞」。該名稱來源於另一名當地軍官德文璞少校（Major Davenport）的名字，最終成為該社區的名稱。再往上追溯，該姓氏來自諾曼法語，意為「涓涓溪流上的城鎮」。
1861年，北方鐵路（Northern Railway）在德文璞道（Davenport Road）以南運行了一條鐵路線，並在他們命名為德文璞的地區建造了一個車站。一個同樣名為德文璞的小村莊，在車站周圍發展。1889年，該村與附近的卡爾頓村（Carleton Village）及西多倫多交加區合併，形成了新的多倫多交加區（The Junction）。1909年，它被併入多倫多市。與二十世紀初被稱為「交加區」的其他地區一樣，鐵路的存在引發了該地區的工業化，許多工廠在鐵軌沿線地區設立。北部的住宅區成為在那里工作的工人階層人口的家園，尤其是意大利裔加拿大人，他們在1950年代佔據了該社區及附近的意大利大街（Corso Italia）人口的多數。如今它仍然是許多意大利裔及葡萄牙裔居民的家園，但自從1970年代和1980年代大多數工廠的撤離以來，該地區已經變得有些高檔化，呈現出附近地區的一些特徵，如兼併區（the Annex）。該地區新建造了一些聯排別墅，以取代以前的工廠及倉庫。
現今，該社區的居民主要為葡萄牙裔，亦有意大利裔、拉丁裔、英裔及華裔。

## 地標
- 收費員小屋（Tollkeeper's Cottage，建於約1830年）
- 加利臣溪（英语：Garrison Creek (Ontario)）（Garrison Creek）

## 外部連結
- Lost Rivers - Davenport （页面存档备份，存于）
- Toronto Neighbourhood Guide - Davenport